# Forte do Corpo Santo (Vila Franca do Campo)

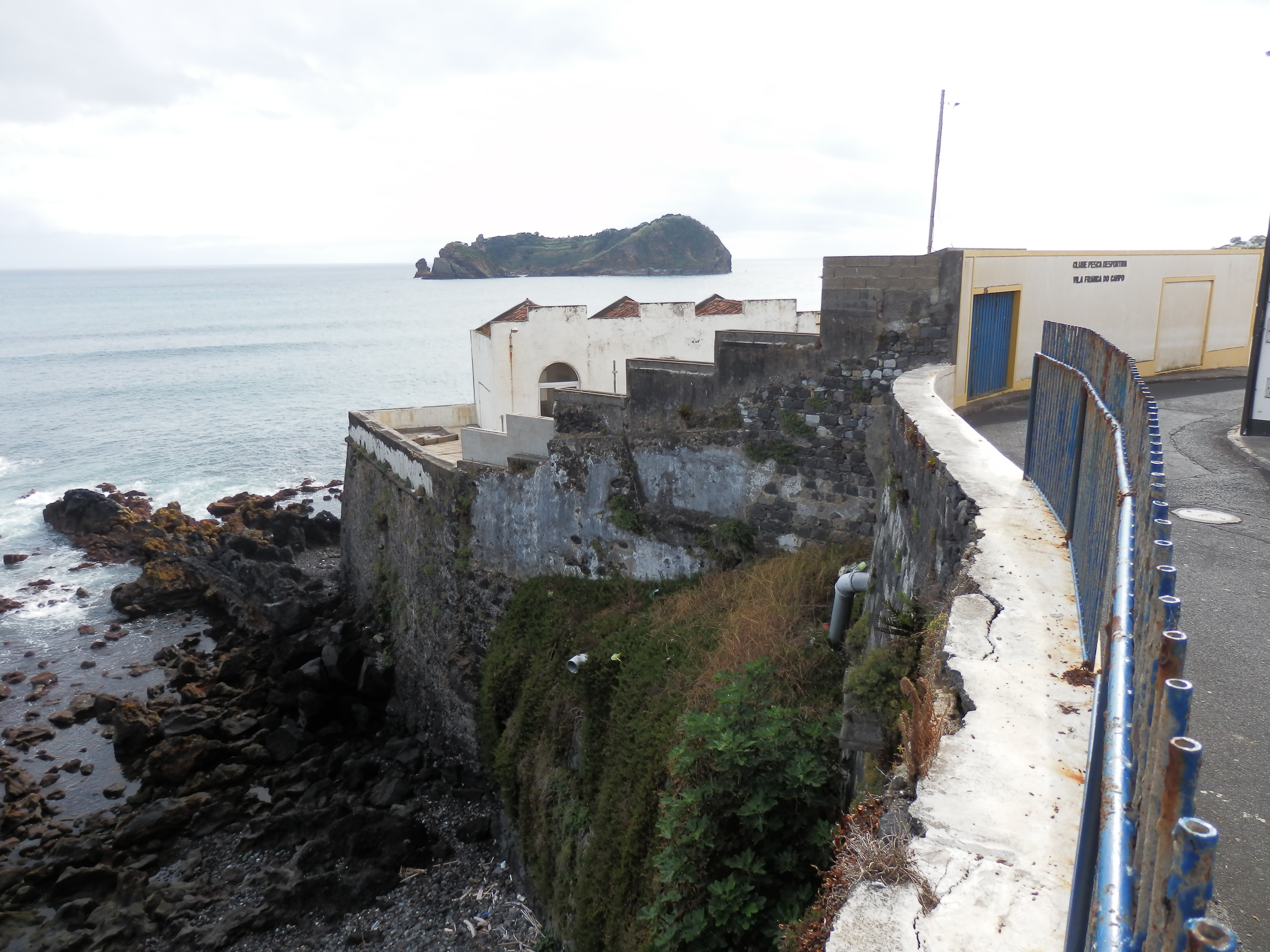
Forte do Corpo Santo

O Forte do Corpo Santo, também referido como Castelo das Taipas, localiza-se junto às docas na praia do Corpo Santo, na freguesia de São Miguel, atual concelho de Vila Franca do Campo, na costa sul da ilha de São Miguel, nos Açores. É considerado como a primeira fortificação a ser construída na vila.
Em posição dominante sobre este trecho do litoral, constituiu-se em uma fortificação destinada à defesa deste ancoradouro contra os ataques de piratas e corsários, outrora frequentes nesta região do oceano Atlântico.

## História
No contexto da Guerra da Sucessão Espanhola (1702-1714) encontra-se referido como "O Castello do Corpo Santo." na relação "Fortificações nos Açores existentes em 1710".
No contexto da instalação da Capitania Geral dos Açores, o seu estado foi assim reportado em 1767:
"15.° — Forte do Corpo Santo. Tem 6 canhoneiras e 4 peças, duas de ferro e 2 de bronze, todas boas; precisa 2."
A "Relação" do marechal de campo Barão de Bastos em 1862 informa que se encontrava inteiramente arruinado.
Pela Resolução nº 176/1991 de 12 de setembro as ruínas do antigo forte foram cedidas à Câmara Municipal de Vila Franca do Campo. Em nossos dias em seu terrapleno ergue-se a sede do "Clube de Pesca Desportiva Vila Franca do Campo". A estrutura original mantem-se até à altura do cordão do forte.